# Vinnie Roslin

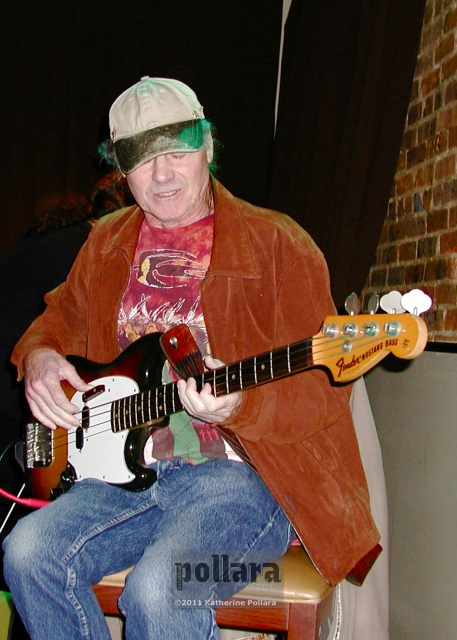
Vinnie Roslin, 2007, Red Bank NJ, Foto: Katherine Pollara

Vinnie Roslin (* 1947; † 2012) war ein amerikanischer Bassist und Mitglied von Steel Mill, einer frühen Band des Rockmusikers Bruce Springsteen. Die anderen Musiker der Band wurden später Mitglieder der E Street Band – Vini Lopez, Danny Federici und Steven Van Zandt.

## Kindheit und Jugend
Roslin wuchs in und um die Howell Township, New Jersey, und Freehold Borough in Monmouth County, New Jersey, auf. Ende 1964, im Alter von 17 Jahren, gründete er zusammen mit George Theiss (Rhythmusgitarre, Gesang), Bart Haynes (Schlagzeug, Gesang) and Mike DeLuise (Leadgitarre) eine Band namens The Sierras. Die Band verbrachte den Großteil ihres Bestehens im Proberaum und Roslin löste Anfang 1965 die Band auf, um den Motifs mit Walter Cichon (Gesang) und Murray Bauer beizutreten. Theiss und Haynes gründeten später die Band The Castiles und im Juni 1965 trat Bruce Springsteen den Castiles bei. The Motifs wurden von Norman Seldin, einem lokalen Geschäftsmann, gemanagt, in dessen eigener Band The Joyful Noyze, Clarence Clemons spielte. Unter Seldin's Leitung produzierten The Motifs mindestens zwei Singles, die regionale Hits wurden. „Molly“ und „If I Gave You Love“ wurden beide auf Seldin's eigenem Plattenlabel, Selsom Records, veröffentlicht. 2008 wurden beide Songs neu aufgenommen auf der Compilation Asbury Park - Then And Now, zusammengestellt von Seldin, veröffentlicht.  The Motifs waren auch Support für Bands wie The Young Rascals und The Duprees. Roslin spielte bei den Motifs, bis er 21 wurde. Die Band löste sich auf, als Walter Cichon eingezogen wurde. Cichon und Bart Haynes, einer von Roslin's früheren Bandkollegen, fielen beide im Vietnamkrieg.

## Steel Mill
Roslin traf Bruce Springsteen und Vini Lopez das erste Mal am 22. April 1966, als Norman Seldin einen Bandwettbewerb im Matawan-Keyport Roller Drome in Matawan, New Jersey, veranstaltete. Roslin war einer der Juroren, während Springsteen und Lopez mit ihren jeweiligen Bands, The Castiles und Sonny & The Starfires, teilnahmen.  Nach der Auflösung der Motifs im Februar 1969 gründete Roslin zusammen mit Springsteen, Lopez und Danny Federici im Musikclub The Upstage in der 702 Cookman Avenue in Asbury Park, New Jersey, eine neue Band. Die Band spielte anfangs unter dem Namen Child, aber im November 1969 änderten sie ihn in Steel Mill, um Verwechslungen mit einer anderen Band zu vermeiden. Der Höhepunkt von Roslin's Zeit in der Band war Anfang 1970, als Steel Mill nach San Francisco kamen und im The Matrix Club und im Fillmore West  mit Elvin Bishop, Boz Scaggs und Grin auftraten. Am 22. Februar  nahmen sie im Pacific Recording Studio in San Mateo (Kalifornien) für  Bill Graham ein Demo mit drei Songs auf. Graham hatte gerade Fillmore Records gegründet und Steel Mill tatsächlich einen Vertrag angeboten. Die Band lehnte diesen jedoch ab. Kurz nach der Rückkehr aus San Francisco verließ Roslin die Band. Er spielte seinen letzten Auftritt mit der Band in der Virginia Commonwealth University am 28. Februar 1970 und wurde dann durch Steven Van Zandt ersetzt.

## Späte Jahre
Nach seinem Austritt bei Steel Mill spielte Roslin in mehreren Jersey Shore-Bands. Bevor er mit Maddog & The Shakes mit Vini Lopez und Ricky DeSarno (Leadgitarre) spielte, war er bei der Reunion von The Motifs dabei. Der Sound von The Shakes basierte auf Motown and Memphis Soul. Die Band wurde als „eine der grossen unsignierten Bands von Asbury Park Mitte der 1970er Jahre“ beschrieben. Später spielte er mit der George Theiss Band und 1987 schloss er sich wieder mit Lopez in der Band J.P. Gotrock zusammen. Von 1998 an spielte er mit Red Bank Boogie, die dann Ende 2000 als Blue Plate Special neu gegründet wurden. Roslin schuf beide Bands mit seiner Freundin Robin Roselle. Er nahm regelmäßig an lokalen Blues Jams teil und trat mit Bluesbands wie Nine Below Zero auf.

## Tod
Roslin starb im Februar 2012 an Komplikationen im Zusammenhang mit einer Herzoperation.

## Diskografie
- Blue Plate Special: Cookin’
- Stormin’ Norman & Friends: Asbury Park - Then And Now (2008)